# Vertrag von Paris (1634)
Im Vertrag von Paris vom 1. November 1634 verpflichtete sich der französische König Ludwig XIII., der protestantischen Seite und Schweden gegenüber für den religiös motivierten Machtkampf in Deutschland 12.000 Krieger zu stellen und eine Beihilfe von 500.000 Livres für die Kriegskosten zu zahlen.
Dafür verlangte Frankreich den Fortbestand des katholischen Glaubens in Gebieten, in denen er 1618 schon gegolten hatte, sowie die Abtretung von Garnisonsstädten im Elsass und die Stadt Straßburg. Jedweder Waffenstillstand oder Friedensschluss im anhaltenden Krieg im Reich bedürfe der ausdrücklichen Zustimmung Frankreichs. Es war bei diesem Vertragsschluss (noch) nicht gewillt, in den Dreißigjährigen Krieg selbst aktiv einzugreifen oder weitere Unterstützung zu gewähren.
Zu diesem Vertrag war es nach der Schlacht bei Nördlingen gekommen, die den Truppen der Kriegspartei Schweden und ihren Verbündeten eine katastrophale Niederlage beschert hatte. Die kaiserlich-katholische Armee gewann damit die Dominanz auf militärischem Gebiet im Reich. Die protestantischen Stände suchten nach dem dadurch bedingten Ende des Heilbronner Bundes nun einen Ausweg in einem Hilfeersuchen an Frankreich. Die Verhandlungen führte im Auftrag des französischen Königs und Kardinal Richelieus der französische Gesandte Manassès de Pas, Marquis de Feuquières. Sie verliefen zäh.
Der schwedische Kanzler Axel Oxenstierna akzeptierte das ausgehandelte Ergebnis für sein Land nicht. Er verweigerte namens der noch unmündigen Königin von Schweden die Unterschrift. Er reiste im Jahr darauf nach Paris und erreichte durch direkten Kontakt mit Richelieu im Vertrag von Compiègne, geschlossen am 30. April 1635, Nachbesserungen. 